# Stephonyx talismani
Stephonyx talismani is een vlokreeftensoort uit de familie van de Uristidae. De wetenschappelijke naam van de soort is voor het eerst geldig gepubliceerd in 1919 door Chevreux.